# Anatolij Naumenko

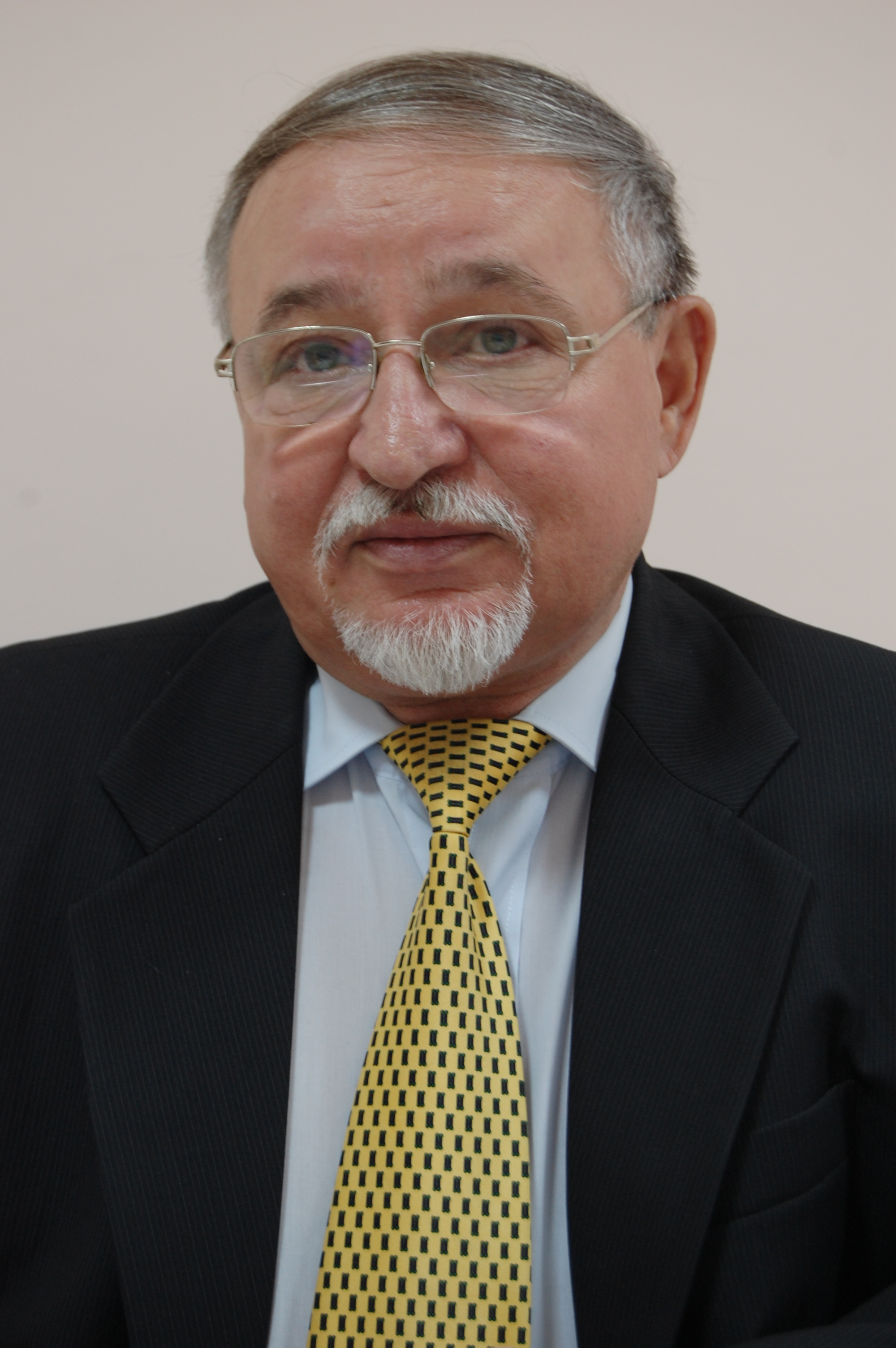
Anatolij Naumenko (2010)

Anatolij Maksymowytsch Naumenko (ukrainisch Анатолій Максимович Науменко; * 2. Oktober 1941 in Melitopol, Oblast Saporischschja, Ukrainische SSR) ist ein ukrainischer Literaturforscher, Linguist, Übersetzungswissenschaftler, Didaktiker, Doktor der Philologie und Professor.

## Leben
Anatolij Naumenko hat die Lomonossow-Universität Moskau abgeschlossen. Er verfasste 315 Werke (Monographien, Lehrbücher, Abhandlungen) in der Ukraine, Russland, Deutschland, Österreich und den Niederlanden auf Ukrainisch, Russisch, Deutsch und Udmurtisch.
Sein Forschungsgebiet ist vorwiegend die deutschsprachige Philologie, und der Problemkreis umfasst Nationalspezifisches und Philosophisches in Sprache und Literatur, Gesetzmäßiges und Individuelles in der Belletristik, Unadäquates in Übersetzung, Philologisches in Ausbildung. In seinen Publikationen betrachtet er die Philologie als eine Ganzheit aller Wissenschaften, die sich mit dem Wort beschäftigen. Er entwickelte auf diesem Grund einige Forschungsrichtungen (Kampf zwischen Sprachkulturen, linguopoetische Textanalyse, Übersetzung als Bearbeitung, Weltmodellierung in und mit dem Wort, Linearität und Ganzheit des Wortbildes).

## Monographien
- Neues in philologischer Forschung und Didaktik (1997)
- Österreichische Dramatik (1998)
- Das konzeptuelle Übersetzen (1999)
- Gesammelte Schriften, 7 Bände (2015–2016)